# Erdőcske
Erdőcske (szlovákul: Lesíček) község Szlovákiában, az Eperjesi kerület Eperjesi járásában.

## Fekvése
Eperjestől 14 km-re délkeletre, az Ósva-patak forrásvidékén, annak bal oldalán fekszik.

## Története
A 18. század végén Vályi András így ír róla: „ERDŐTSKE. Tót falu Sáros Vármegyében, földes ura a’ Királyi Kamara, lakosai katolikusok, fekszik Veres Vágásnak szomszédságában, Eperjestöl mintegy mértföldnyire, réttye, legelője elegendő, fája mind a’ kétféle, makkal együtt, jó módgya a’ keresetre; de mivel határja hegyes, és kősziklas, ’s nehéz úton járnak, Eperjesi piatzozások helyére, második Osztálybéli.”
Fényes Elek 1851-ben kiadott geográfiai szótárában így ír a faluról: „Erdőcske, Sáros v. tót falu, Kakasfalva fil. 100 romai, 28 g. kath., 109 evang., 4 zsidó lak. Evang. anyaszentegyház. Nagy erdő. F. u. a kamara. Ut. p. Eperjes.”
1920 előtt Sáros vármegye Lemesi járásához tartozott.

## Népessége
| Év:            | 1994. | 2004.    | 2014.    | 2024.    |
| -------------- | ----- | -------- | -------- | -------- |
| Emberek száma: | 259   | 295      | 375      | 449      |
| Eltérés:       |       | +13,89 % | +27,11 % | +19,73 % |

| Év:            | 2023. | 2024.   |
| -------------- | ----- | ------- |
| Emberek száma: | 443   | 449     |
| Eltérés:       |       | +1,35 % |

1910-ben 271, túlnyomórészt szlovák anyanyelvű lakosa volt.
2001-ben 266 lakosából 235 szlovák és 31 cigány volt.
2011-ben 342 lakosából 314 szlovák és 24 cigány volt.

## Nevezetességei

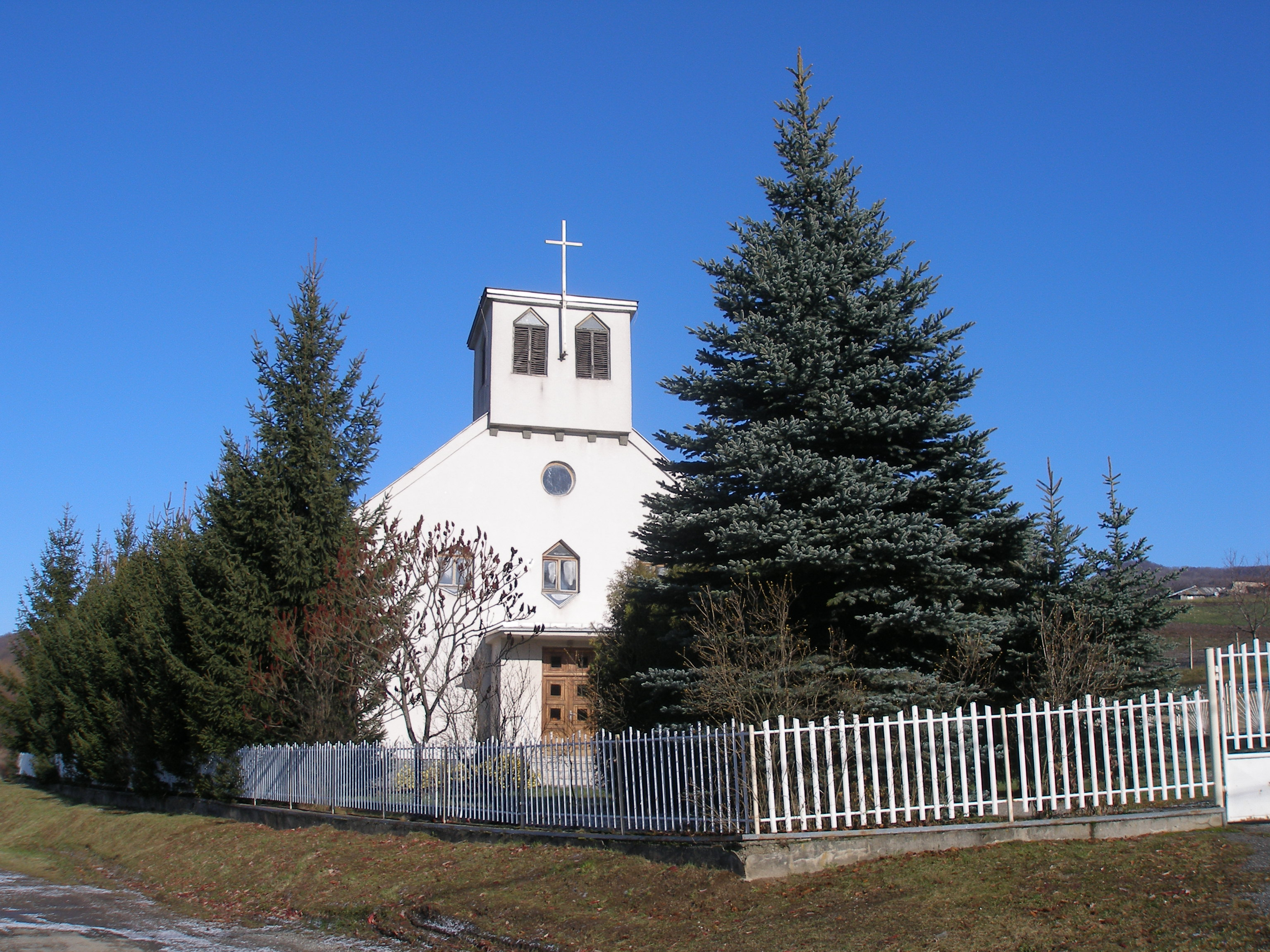
Erdőcske - templom

- Hrádok lelőhely a 13. századi vár romja
- Cirill és Metód templomának alapkövét II. János Pál pápa áldotta meg Pozsonyban, 1990-ben
- 1802-ben épült evangélikus temploma